# Patellifolia
Patellifolia es un género de plantas fanerógamas con tres especies pertenecientes a la familia Amaranthaceae. Comprende 3 especies descritas que anteriormente estaban asignadas al género Beta. Es originario de las Islas Canarias.

## Taxonomía
El género fue descrito por A.J.Scott, Ford-Lloyd & J.T.Williams y publicado en Taxon 26(2–3): 284. 1977.

## Especies
- Patellifolia patellaris (Moq.) A.J. Scott, Ford-Lloyd & J.T. Williams
- Patellifolia procumbens (Chr. Sm.) A.J. Scott, Ford. Rob. & J.T. Williams - marmoxaia de Canarias[3]
- Patellifolia webbiana (Moq.) A.J. Scott, Ford-Lloyd, J.T. Williams